# Brahms-Haus (Heide)
Het Brahms-Haus is een museum in Heide in de Duitse deelstaat Sleeswijk-Holstein. Het is gewijd aan de componist Johannes Brahms (1833-1897).

## Collectie en activiteiten
Het thema van het museum is: Johannes Brahms, Noord-Duitse wortels en banden - Belangrijke vrienden en bekenden. Verdeeld over twee verdiepingen worden allerlei stukken getoond, variërend van gebruiksartikelen zoals een secretaire, kunstwerken zoals verschillende bustes, en muziekinstrumenten. Verder is er uitleg met behulp van foto's en begeleidende teksten.
Tegen een wand is een groot verlicht aquarel geplaatst dat de originele muziekkamer uit de tijd van Brahms vertoont. Het is gebaseerd op een foto van een schilderij dat Wilhelm Novak in 1904 maakte. Ook zijn werk was weer een reproductie van een foto.
Er wordt ook een bibliotheek bijgehouden met literatuur en wetenschappelijke werken, en er worden geregeld lezingen gehouden. Er is een concertkamer waar zijn muziek geregeld wordt opgevoerd, en zijn complete oeuvre is te beluisteren vanaf cd's. Vanuit het huis worden jaarlijks de Brahmsweken georganiseerd en de Brahmsprijzen uitgereikt.

## Achtergrond
Brahms is geboren in Hamburg maar zijn familie komt van oorsprong uit het dorp Heide. Hun toenmalige huis, het tegenwoordige museum, was van 1819 tot 1887 in het bezit van de familie. Meer dan honderd jaar later, in 1988, kocht de Brahms-vereniging het en startte er in 1990 het museum ter herinnering aan de componist. Het legt daarnaast een verbinding met zijn herkomst. Het gaat bijvoorbeeld in op familiebanden en vriendschappen, zoals zijn vriendschap met de dichter Klaus Groth.